# The Life of David Gale
The Life of David Gale è un film del 2003 diretto da Alan Parker, qui al suo ultimo lavoro come regista, e scritto da Charles Randolph.
Nel film, Parker invita a riflettere circa la pena capitale e la sua fallibilità, interrogando lo spettatore sul ruolo dell'attivismo e sul confine tra passione ideologica e fanatismo, servendo un paradigmatico finale.

## Trama
David Gale è condannato a morte per stupro e omicidio di una donna ed è recluso nel carcere di Huntsville nel Texas. A tre giorni dall'esecuzione, l'avvocato della difesa ha negoziato con una delle maggiori testate giornalistiche un'intervista esclusiva col condannato al costo di mezzo milione di dollari: come inviata viene specificamente richiesta Bitsey Bloom, una giovane e ambiziosa giornalista conosciuta per la propria affidabilità nel mantenere la massima riservatezza e la protezione delle proprie fonti, sfidando anche la legge e sperimentando la reclusione; la Bloom sarà affiancata da Zack, un giovane tirocinante.
Gale inizia quindi a illustrare la propria storia con dovizia di particolari, mostrando gli eventi attraverso una serie di ricche retrospettive. Iniziando come stimato e irreprensibile docente di filosofia all'Università del Texas, si batte assieme all'amica Constance Harraway per l'abolizione della pena capitale, illustrando il suo ruolo attivo come membro di Death Watch, gruppo per la campagna contro la pena di morte. A una festa universitaria, Gale viene astutamente sedotto da un'attraente studentessa, di nome Berlin, appena espulsa dalla scuola. La ragazza approfitta del suo fascino e degli effetti dell'alcool per coinvolgerlo in un atto di sesso sfrenato, invitandolo a essere brutale e quasi violento.
Il giorno successivo, dopo aver perso un confronto televisivo col Governatore del Texas in seguito a un acceso dibattito, Gale viene incriminato e arrestato con l'accusa di stupro. Inizia così per il professore una successione di eventi che lo porteranno a un grave crollo psicologico e all'alcolismo: la moglie, spesso in trasferta a Barcellona e distante affettivamente da tempo, pagherà la cauzione solo dopo averlo lasciato vari giorni in carcere e chiederà il divorzio via email, decidendo di trasferirsi definitivamente in Spagna e portandosi via il figlio piccolo, mentre l'Università lo inviterà drasticamente a lasciare la cattedra, contribuendo ulteriormente alla fine della sua carriera e della sua reputazione; infine verrà indirettamente invitato ad allontanarsi anche dall'attivismo di Death Watch.
Constance è adesso l'unica amica che rimane a David che, dopo un periodo di profonda depressione, viene spinto a smettere di bere e a trovarsi un nuovo lavoro. Si scoprirà però che l'amica è affetta da leucemia ormai allo stadio terminale e, in un momento di riflessioni e grande sconforto, i due si abbandoneranno a una notte d'amore. Il giorno seguente la donna verrà trovata morta sul pavimento della sua casa, legata e stuprata, e Gale verrà arrestato e condannato a morte. Oltre al soffocamento attraverso un sacchetto di plastica, l'autopsia rivelerà anche l'ingestione delle chiavi delle manette con le quali è stata legata, presumibile (ma non dimostrata) tecnica di tortura utilizzata dal regime comunista di Ceausescu, menzionati da Gale durante una lezione universitaria. Ma la verità è ben altra e verrà alla luce troppo tardi: la donna si è suicidata con l'assistenza di Dusty Wright e dello stesso David Gale e le prove verranno divulgate solo dopo la sua esecuzione, per dimostrare al mondo che l'errore giudiziario è sempre possibile e che condannare a morte esclude ogni possibilità di salvezza.

## Accoglienza
Nel 2003 il film è stato candidato per l'Orso d'oro al Festival di Berlino e per il Premio PFS per i Diritti Umani.
Alcune critiche negative sono state avanzate da Roger Ebert del Chicago Sun-Times, che ha dato un punteggio pari a zero, il punteggio più basso, sostenendo "Sono certo che i produttori credano che il film sia contro la pena di morte. Io credo invece che la supporti e cerchi di screditare gli oppositori come fraudolenti".
- 2003 - Festival internazionale del cinema di Berlino
  - Candidatura all'Orso d'oro per il miglior film
- 2003 - Italian Online Movie Award
  - Candidatura per la migliore attrice protagonista a Kate Winslet
- 2004 - Political Film Society Award
  - Candidatura per i diritti umani

## Colonna sonora
La colonna sonora, composta da Alex e Jake Parker, è stata utilizzata sia per "The Life of David Gale" che per "Almost Martyrs".